# Chariez
Chariez är en kommun i departementet Haute-Saône i regionen Bourgogne-Franche-Comté i östra Frankrike. Kommunen ligger i kantonen Vesoul-Ouest som tillhör arrondissementet Vesoul. År 2022 hade Chariez 220 invånare.

## Befolkningsutveckling
Antalet invånare i kommunen Chariez
| Referens: INSEE |